# Шкворчевич, Антун
Антун Шкворчевич (хорв. Antun Škvorčević, 8 мая 1947, Давор) — хорватский епископ, возглавляющий епархию Пожеги с  момента её основания в 1997 году.

## Биография
Родился 8 мая 1947 года в Даворе.
Начальное образование получил в Даворе, Загребе и Славонском-Броде, затем закончил Архидиоцезальную классическую гимназию в Загребе. 25 июня 1972 года рукоположён в священники. Поступил на теологический факультет Загребского университета, получил степень магистра в 1976 году. Над докторской диссертацией работал в Риме, в Папском Григорианском университете, параллельно изучал литургику в папском литургическом институте святого Ансельма. В 1981 году успешно получил степень доктора теологии.
С 1982 года преподавал в Загребском университете, с 1991 по 1999 год занимал пост председателя Катехитического института факультета теологии.
5 июля 1997 года папа римский Иоанн Павел II объявил о создании епархии Пожеги и назначил Антуна Шкворчевича её ординарием. 27 сентября 1997 года рукоположён в епископы, главным консекратором был кардинал Франьо Кухарич.
Входит в состав Конференции католических епископов Хорватии, где возглавляет комиссию по литургике.